# George Vulturescu
George Vulturescu (n. 1 martie 1951 Tireac, Satu Mare). Numele la nastere: Pop Silaghi Gheorghe. Poet, publicist, editor român. Membru al Uniunii Scriitorilor din România.

## Activitatea literară
- Debut: în revista Familia cu o prezentare a poetului St.Aug. Doinas - ,,Un voluptos al imaginii: G. Vulturescu “, nr.1,ian. 1973.

- A publicat în revistele:

Familia, Scînteia tineretului (suplimentul literar ,,Preludii“), Amfiteatru, Tribuna, Steaua, Flacăra, România literară, Luceafărul, Apostrof, Convorbiri literare, Vatra, Viata Românească, Antiteze, Cronica, Poezia, Aurora, Unu, Coloquium, Poesis, Plejade.
- Este membru al Uniunii Scriitorilor din România; al Asociației Scriitorilor; Profesioniști din România (ASPRO); al Uniunii Ziaristilor Profesioniști din România. Fondator, editor si realizator al revistei Poesis din Satu Mare.

## Cărti publicate
Poezie:
- Frontiera dintre cuvinte, Ed. Litera, Bucuresti, 1998;
- Poeme din Ev-Mediul odăii, Ed. Litera, Bucuresti, 1991;
- Orasul de sub varul peretior, Casa de editură Panteon, Piatra Neamt, 1995;
- Tratat despre ochiul orb, Ed. Libra, Bucuresti, 1996;
- Femeia din Ev-Mediul odăii, Ed. Helicon, Timisoara, 1996;
- Augenlieder, Gedichte, trad. de Christian W. Schenk, Ed. Dionysos, Kastellaun, Germania, 1996 și Amazon Kindle, Boppard, Germania, 2012;
- Podul sau dictatura ochiului, cotectia, liliput, Ed. Helicon, 1997;
- Gheara literei, Ed. Libra, Bucuresti, 1998;
- Scrisul agonic, col. La steaua - Poeti optzecisti, Ed. Axa, Botosani, 1999, 146 pag.
- Orb prin nord, Ed. Paralela 45, 2009[1]
- O sută și una de poezii, antologie, prefață, notă biobibliografică și selecția reperelor critice de Delia Muntean, Ed. Academiei Române, București, 2021.
- César Vallejo urcă pe Machu Picchu, Ed. Limes, Ferești, 2023.

## Ediții îngrijite de George Vulturescu
Ștefan Munteanu -Poetii beau din apa cerului, antologie îngrijită, note biografice, postfată, Casa de editură ,,Panteon“, 1995, 98 pag.; C.S.Anderco -Hotare pentru vis, editie îngrijită, prefată, Casa de editură Decalog, SatuMare, 1998, 120 pag.; Laureano Silveira -Partea neagră a părții albe, coperta si ingrijirea editiei, Casa de editură Decalog, Satu Mare, 1997, 56 pag.; Egito Goncalves - Poem si foileton, copertă si îngrijirea ediției, Casa de editură “Decalog“, SatuMare, 1997,42 pag.; Constantin Noica, Poeme, antologie îngrijită, Casa de editură ,,Panteon“, 1995,30 pag.;

## Prefețe-postfețe la volumele
Salah Mahdi - Căderea stelelor în Babilon, Ed. Plelade, Satu Mare, 1992, pag.5-8 (,,Poezia fără frontiere“); Petruț Pârvescu - Câmpia cu numere, Casa de editură ,,Panteon“, 1995, pag.5-6 (,,Poetul si ecranul cîmpiei“); Ion Halmi Negresteanu - Suflet pentru morile de vînt, Casa de editură ,,Panteon“, Piatra Neamt, 1995, (,,Cuvânt înainte“); Ion Vădan Iarba magnetică, Ed. Libra, Bucuresti, 1997, pag. 58-62 (,,Postfată sau ,,provincia cărturarului“); Ion Bala – Sinele si alte nopti, Ed. Gutenberg, Arad, 1998, pag.5-8 (Poetul ca ,,anonim glorios“); Emil Matei - Orașu ascuns, postfață, Ed. Solstitiu, Satu Mare, 1999; Ion Balas -Amurgul de dincolo de amurg, postfață, Ed. Solstitiu, 1999; 5tefan Teodorescu -Spre un nou umanism, prefată (,,Stefan Teodorescu si ,,zona valahä“), copertă si îngrijirea editiei; Editura Solstitiu, Satu Mare, 1999, 190 pag.;
A conceput coperta și a îngrijit volumele: Vasile Gogea -Propoezitii, Ed. Solstitiu & Decalog, Satu Mare, Seria de poezie, 1998; Cristian Bădilită - Cartea micilor erezii, Ed. Solstitiu & Decalog, Seria de poezie, 1999, etc.

## Prezent în antologii
Caietul debutantilor, 1979, Ed.Albatros, Bucuresti, 1981, pag. 267-277; Se apropia sfîrsitul secolului, Antologia Colocviilor Nationale de poezie de la Tg.Neamt, I , Biblioteca ,,Antiteze“, Piatra Neamt, 1992, pag.43; Umbra libelulei, antologia haiku-ului românesc de Florin Vasiliu, Ed. Haiku, Bucuresti, 1993, pag. 178-180; Streflicht, antologie de Christian W. Schenk, Ed. Dionysos Verlag, Kastellaun, 1994, pag. 172-175 și Boppard 2012; Ierarhiile pergamentelor, prefată deAl. Cistelecan, Casa de editură ,,Panteon“, 1995, pag.99-123; Vânătoare de vise, Cartea Festivalului Internațional de Poezie, Oradea, 1997, Ed.Cogito, Oradea, pag.435-443; O sută de entarge, microantolgie de haiku a poetilor români, Ed. Haiku, Bucuresti, 1997, pag.100; O mie si una de poezii românesti, antologie de L.Ulici, Ed. Du Style, Bucuresti, 1997, vol.IX, pag.84-87; Vid tustandens, (la masa tăcerii), panoramă a liricii românesti în traducerea lui Ion Milos, Ed. ,,Symposion“, Stockholm - Suedia, 1998, pag. 312; Antologia copilăriei, realizată de Paulina Popa si Maria Razha, Ed. Emia, Deva, 1998, pag. 317-321; Mică antologie a poeziei române, alcătuită de Dan-Silviu Bourescu, Ed. Regală, Bucuresti, 1998, pag. 57-58; Un sfert de veac de poezie, Sighetul Marmatiei, prefată de L.Ulici, antologie de Vasile Muscă, Ed.Fundatiei Luceafăru1. 1998, pag. 345-350; Poezia română contemporană, 1,11, o antologie comentată de Marin Mincu, Ed. Pontica, Constanta, 1998, vol.I, pag. 252-268; Spectre lyrique, antologie de poesie roumaine contemporaine de George Astalos, Ed. Europa, Craiova 1999, pag. 330-335; Antologia poetilor premiati, vol. 1, Concursul de poezie ,,N. Labis“, Suceava, 1998, pag. 355-403; Vise într-o liniste sumeriană, Cartea Festivalulul, 2, Ed. Cogito, Oradea, 1999, pag. 371-376.
- Pieta - Eine Auswahl rumänischer Lyrik, Trad: Christian W. Schenk, Dionysos, Boppard, 2018, ISBN 9781977075666